# PURAMAI WARS
《PURAMAI WARS》是ASa Project在2015年4月24日發售的戀愛冒險類型成人遊戲。2016年8月25日由Entergram發售PlayStation Vita版《PURAMAI WARS V》。

## 故事簡介
喜多家是個實行嚴格教育的家庭，因此所培養的孩子也都品性端正，神宮家則是採取自由管教的方式，使得教出來的孩子個性都較為無拘無束。而這兩個截然不同的家庭將要住在同個屋簷下。

## 登場角色
- 聲優為PC版／PSV版[4]

### 主要角色
喜多千早
作品男主角。南乃原學園二年級生。正義感強，會對有困難的人伸出援手。
喜多境子（聲：春河あかり／同左）
千早的雙胞胎姐姐，和千早同班。非常喜歡千早。擅長家事。
喜多芽衣（聲：八幡七味／織田華成）
千早的妹妹，南乃原學園一年級生。不常顯露感情，但有時會展現調皮的一面。在學校是優等生，深得同學與老師的信賴。
神宮巴（聲：桃山いおん／長妻樹里）
神宮家的長女，南乃原學園三年級生。總是帶著微笑，擁有大和撫子的氣質。實際上個性惡劣。
神宮藍咲（聲：三代真子／米澤圓）
神宮家的次女，南乃原學園二年級生。性格活潑開朗，總是以積極的一面去面對事情，但經常不考慮後果而造成麻煩。喜歡開黃腔。
神宮實乃璃（聲：遠野そよぎ／岡嶋妙）
神宮家的三女，南乃原學園一年級生。不擅長與人交流，和喜多家一起住前總是過著足不出戶的生活。擅長各種類型的電玩遊戲。
水無月時野（聲：北見六花／小野涼子）
PSV版追加女主角。南乃原學園二年級生，家中非常富有，認為什麼事都能用錢解決。
水無月未菜（聲：無／洲崎綾）
PSV版追加女主角。南乃原學園一年級生，時野的妹妹。到國外留學後回來日本讀書。

### 其他角色
喜多清十郎（聲：子太明／藤原啓治）
喜多家的父親。對自己的小孩採取嚴格的教育方式。
喜多志保（聲：羽鳥いち／竹內仁美）
喜多家的母親。個性開朗。以前原本是偶像。
喜多高志（聲：／井上奈奈）
千早、境子、芽衣的弟弟。性格天真善良且直率。
神宮哲（聲：木下桃吉郎／山口勝平）
神宮家的父親。性格自由奔放。在都是女性的神宮家地位很低。
神宮夏瑠（聲：奏雨／尾崎真實）
神宮家的母親，以前原本是太妹。喜歡喝酒與賭博。

## 主題曲
片頭曲「Sweety wars❤」
作詞、作曲：rian，編曲：山下航生，主唱：新田惠海
片頭曲
作詞、作曲：rian，編曲：山下航生，主唱：Manaca

## 評價
《PURAMAI WARS》在日本美少女遊戲與動畫相關商品銷售網站Getchu.com的2015年4月銷量榜上排名第4名、全年排名第33名。

## 外部連結
- PURAMAI WARS遊戲官網 （页面存档备份，存于）（日語）
- PURAMAI WARS V遊戲官網 （页面存档备份，存于）（日語）